# Gata utan slut
Gata utan slut (danska: Gade uden ende) är en dansk dokumentärfilm från 1963 i regi av Mogens Vemmer.

## Utmärkelser
Filmen vann Bodilpriset för bästa danska film 1964.

## Medverkande
- Sunny Nielsen
- Poul Jacobsen
- Doris Johansen
- Connie Ohlsen
- Zellita Torki